# Armbrust
Armbrust (чит. «А́мбруст», нем. «арбалет») — бесшумный одноразовый ручной противотанковый гранатомёт, создан немецким консорциумом Messerschmitt-Bölkow-Blohm (MBB) в 1970-е годы в инициативном порядке. Реализацией гранатомёта на международном рынке вооружения занималась бельгийская фирма European Defence Products S.A. (EDP) S.A. — совместное предприятие MBB и PRB.

## История

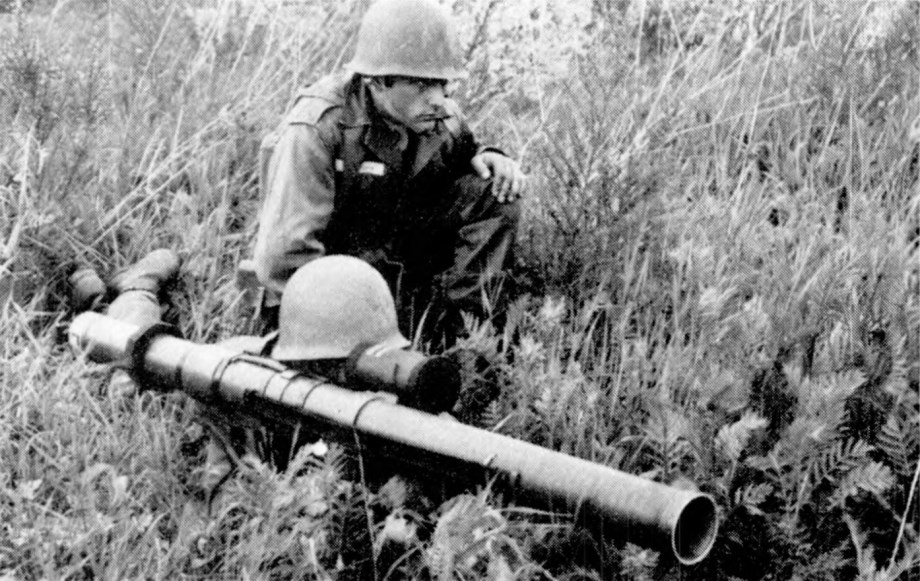
Стрелок с гранатомётом на плече подготавливается к стрельбе из положения лёжа

Гранатомёт создавался на экспорт в расчёте на иностранного заказчика, в первую очередь — США, поскольку ВС ФРГ приняли на вооружение Panzerfaust 3 и не нуждались в новых противотанковых средствах, а потребности Вооружённых сил США в ПТС превышали потребности всех армий блока НАТО вместе взятых, соответственно чему заказы из США были для MBB значительно более приоритетными с точки зрения их прибыльности, чем национальный заказ для Бундесвера. В середине 1970-х гг. в США была инициирована программа замены M72 LAW новыми более эффективными противотанковыми средствами (ILAW), на объявленный конкурс подали свои заявки американские и зарубежные производители противотанкового вооружения. Среди них был и обратившийся в инициативном порядке MBB с Armbrust, испытания которого проводились Армией и КМП США. Первая демонстрация боевых возможностей гранатомёта (со специально модифицированной изготовителем кумулятивной боевой частью) для армейских чинов проводилась на военных базах «Форт-Льюис» (21 сентября 1979) и «Форт-Брэгг» (25 сентября 1979). Армия США рассматривала предложенный гранатомёт не только как ПТС, но и как средство для уличного боя. Вопрос постановки Armbrust на вооружение в США «продавливался» заинтересованными лицами военно-промышленного лобби из Комитета по вооружённым силам Конгресса США, предписывавшими армии в директивном порядке каждый год проводить испытания и подталкивая к составлению положительных отзывов по итогам испытаний, в то время как армейское командование и чиновники из Пентагона всячески этому сопротивлялись. В формальных отчётах, направлявшихся в ответ на настоятельные запросы конгрессменов, американский генералитет счёл Armbrust неудовлетворяющим требованиям тактико-технического задания ввиду его относительно большого веса и посредственной пробивающей способности, не превышающей возможности уже имеющегося на вооружении LAW. В итоге пересилила позиция национально-ориентированной части ВПК США и решение было принято в пользу американского производителя — корпорации General Dynamics с РПГ Viper (который, в свою очередь, был заблокирован Конгрессом и в итоге не дошёл до запуска в серию). Свидетельствуя перед Комитетом по бюджетным ассигнованиям палаты представителей Конгресса США по вопросу хода работ по программе ILAW 18 марта 1981 г., Начальник штаба армии США генерал Эдвард Мейер дал понять, что отказ армии от закупок немецкого гранатомёта де-факто был связан с соображениями политического характера и установками на поддержку национального производителя («Покупай американское!»), и не имел под собой технических оснований.

## Устройство
Armbrust включает в себя пусковое устройство и подкалиберный оперённый кумулятивный снаряд, снабжённый пьезоэлектрическим взрывателем. Пусковая труба сделана из стекловолокна. В канале ствола гранатомёта находятся капсюль-детонатор, вышибной заряд, два приводных поршня, противомасса и реактивная граната. Гранатомёт имеет складную рукоятку, плечевой упор и зеркальный прицел. Бронепробиваемость кумулятивного заряда составляет свыше 300 мм броневой стали

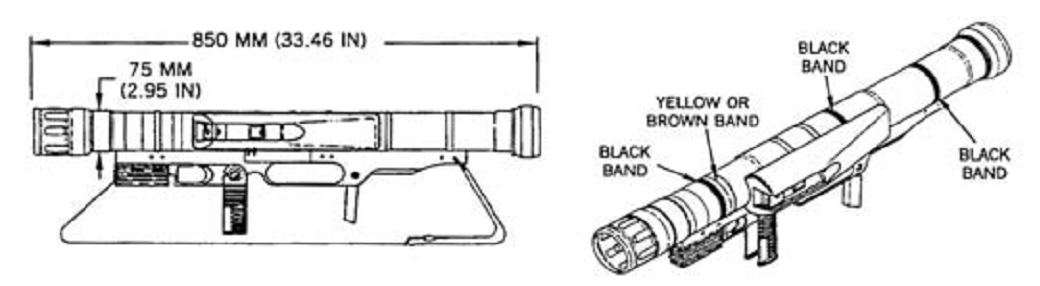
Габаритные характеристики и маркировка гранатомёта. Основные узлы, механизмы и детали: 1) прицел, 2) спусковая скоба, 3) рукоятка, 4) ручка для переноски, 5) плечевой упор

## Боевые возможности
Благодаря бездымному и бесшумному вышибному заряду, гранатомёт позволяет вести обстрел бронированных целей из закрытого помещения с малым риском обнаружения огневой позиции противником. В отличие от других образцов противотанкового оружия такого рода, пусковая труба Armbrust обеспечивает сбалансированный выход избыточного давления в обе стороны, что призвано защитить стрелка от поражения отражённой от стен реактивной струёй при стрельбе из помещений, а также от отражённого эха выстрела.